# Миронов, Валерий Леонидович
Валерий Леонидович Миронов (8 декабря 1939, Кемерово, Новосибирская область — 28 июля 2023, Красноярск) — советский и российский физик, доктор физико-математических наук (1980), профессор (1984), член-корреспондент Российской академии наук (1991). Лауреат Государственной премии СССР (1985), почётный работник высшего образования России (1997). Заслуженный ветеран Сибирского отделения Российской Академии наук (1997).

## Биография
Родился 8 декабря 1939 года в Кемерово. 
В 1961 году окончил радиофизический факультет Томского государственного университета им. В. В. Куйбышева по специальности «радиофизика и электроника». В 1963—1966 годах В. Л. Миронов учился в аспирантуре ТГУ. Решением Учёного Совета ТГУ 11 января 1968 года присуждена учёная степень кандидата физико-математических наук. 
С 1961 по 1970 года работал в должности старшего научного сотрудника Сибирского физико-технического института Томского государственного университета. С 1970 по 1979 годы — старший научный сотрудник и руководитель группы лаборатории Института оптики атмосферы СО АН СССР. В 1979—1980 годах В. Л. Миронов — заместитель председателя президиума Томского филиала СО РАН СССР и заведующий лабораторией Института оптики атмосферы СО АН СССР.
28 марта 1980 года Миронову Валерию Леонидовичу присуждена учёная степень доктора физико-математических наук. С 1980 по 1982 года работал профессором и заведующим кафедрой Алтайского государственного университета. В 1982—1986 годах — заместитель директора института оптики атмосферы и заведующий отделом этого института. 21 декабря 1984 года Миронову В. Л. присвоено учёное звание профессора по специальности радиофизика. 
С 7 июля 1986 года по 31 марта 1997 года В. Л. Миронов занимал пост ректора Алтайского государственного университета.
В качестве приглашенного ученого работал в Университете Британской Колумбии (Канада,  1997—1998), в Геофизическом институте при Университете Аляски (2001) и в Мичиганском университете (2002).

## Научная и преподавательская деятельность
В последнее е время В. Л. Миронов возглавлял лабораторию радиофизики дистанционного зондирования ИФ СО РАН, а также базовую кафедру в Сибирском государственном аэрокосмическом университете. В. Л. Миронов — специалист в области физики распространения лазерного и радиоволнового излучения в атмосфере и литосфере, радиоволновой диэлектрической спектроскопии влажных почв, грунтов и горных пород, радиофизических методов диагностики природных сред. Он автор 450 научных работ, из них 12 монографий и 18 авторских свидетельств и патентов, подготовил 15 кандидатов и 6 докторов наук.
В Институте оптики атмосферы СО РАН Миронов исследовал закономерности флуктуаций лазерного излучения в турбулентной атмосфере и разработал научные основы лазерного зондирования атмосферной турбулентности. Результаты своих исследований им были применены для разработки комплекса оптико-электронной аппаратуры.
В. Л. Мироновым создана лаборатория радиофизики дистанционного зондирования, разработан принципиально новый метод СВЧ диэлектрической спектроскопии. Он первым создал физические диэлектрические модели для талых и мерзлых почв, которые используются в алгоритмах Европейского космического аппарата SMOS для дистанционного зондирования влажности суши.

## Основные работы
Автор 450 научных работ, из них 12 монографий и 18 авторских свидетельств и патентов.
- V.L. Mironov, M.C. Dobson, V.H. Kaupp, S.A. Komarov, V.N. Kleshchenko. Generalized refractive mixing dielectric model for moist soils // IEEE Transactions of Geosciences and Remote Sensing, vol. 42, issue 4, p. 773-785, 2004.
- В.Л. Миронов, С.А. Комаров. Микроволновое зондирование почв. Новосибирск, 2000
- В.Л. Миронов, С.А. Комаpов, Н.В. Рычковa, В.Н. Клещенко. Изучение диэлектpических свойств влажных почвогpунтов в СВЧ-диапазоне // Исследование Земли из космоса. 1994. № 4
- V.L. Mironov, V.A. Banakh. Lidar in a turbulent atmosphere. Artech House. Boston, London, 1988
- В.Л. Миронов, Распространение лазерного пучка в турбулентной атмосфере. Новосибирск, 1981
- V.L. Mironov, V.A. Banakh. Phase approximation of the Huygens-Kirchhoff method in problems of laser beam propagation in the turbulent atmosphere // Optic Letters. 1977. № 5
- В.Л. Миронов, М.С. Беленький, А.И. Кон. Турбулентные искажения пространственной когерентности лазерного пучка // Квантовая электроника. 1977. № 3
- В.Л. Миронов, А.С. Гурвич, А.И. Кон, С.С. Хмелевцов. Лазерное излучение в турбулентной атмосфере. М., 1976;
- В.Л. Миронов, М.С. Беленький. Дифракция оптического излучения на зеркальном диске в турбулентной атмосфере // Квантовая электроника. 1972. № 5
- В.Л. Миронов, В.Г. Мышкин. Дифракция наклонно падающей поверхностной волны на импедансной ступеньке // Радиотехника и электроника. 1967

## Награды и признание
- Лауреат премии Алтайского края в области науки и техники (1999)
- Грамота президиума АН СССР (1999)
- Нагрудный знак «Почётный работник высшего образования России» (приказ Министерства общего и профессионального образования Российской Федерации от 28 февраля 1997 года № 15-4; удостоверение № 0800)
- Почётное звание «Заслуженный ветеран Сибирского отделения Российской Академии наук» (1997)
- Почетный профессор Алтайского государственного университета (решение Учёного совета Алтайского университета (протокол № 8 от 26.03.97 г.)
- Орден Почёта (1995) Указ Президента Российской Федерации от 11.05.1995 № 485. kremlin.ru. Дата обращения: 13 сентября 2023.
- Член-корреспондент Российской Академии наук (удостоверение Главного Управления кадров АН СССР от 20.12.91 г. № 10105-0У)
- Лауреат премии Сибирского отделения РАН (1987)
- Лауреат государственной премии СССР в области науки и техники (1985)
- Доктора физико-математических наук[3] (28 марта 1980 года решением ВАК при Совете Министров СССР, протокол № 9)
- Кандидат физико-математических наук[4] (Решением Учёного Совета Томского университета 11 января 1968 года, протокол № 6)

## Деятельность по подготовке кадров высшей квалификации
Подготовил 15 кандидатов наук. Среди его учеников 6 докторов наук (в их числе В. А. Банах, С. А. Комаров, В. П. Аксенов).

## Научно-организационная и экспертная деятельность
Член-корреспондент РАН (1991). С 1996 года – председатель докторского диссертационного совета в АГУ. Возглавлял работу Учебно-научного центра МО РФ и РАН в АГУ. С 2002 г. – научный руководитель комплексных интеграционных проектов СО РАН, президиума РАН и МО РФ. Был председателем совета ректоров вузов Алтайского края, председателем совета Алтайского научно-образовательного комплекса СО РАН и МОиПО РФ, избирался членом президиума СО РАН. Входил в состав научных советов по комплексным проблемам «Распространение радиоволн» и «Когерентная и нелинейная оптика» при президиуме АН СССР, был заместителем председателя секции «Распространение радиоволн», членом ряда межведомственных научно-координационных советов СО АН СССР, входил в состав редколлегии научного журнала «Исследование Земли из космоса». Был главным редактором журнала «Известия АГУ». Во время его работы ректором АГУ численность студентов увеличилась с 4,5 до 8,1 тыс., количество специальностей и направлений подготовки возросло с 9 до 35, количество докторов наук увеличилось с 11 до 60. Были открыты магистратура и докторантура, организовано 6 диссертационных советов, включая 2 докторских, создано издательство АГУ и начат выпуск научного журнала «Известия АГУ». При университете открыты 4 НИИ, филиалы АГУ в Рубцовске и Белокурихе, создан университетский Центр-Интернет, введены в эксплуатацию физико-математический корпус, здание спортивно-оздоровительного комплекса, база учебных практик и спортивно-оздоровительного лагеря АГУ. Более чем наполовину были выполнены работы по строительству главного корпуса университета.